# Wapen van Luxwoude

Wapen van Luxwoude

Het wapen van Luxwoude is het dorpswapen van het Nederlandse dorp Luxwoude, in de Friese gemeente Opsterland. Het wapen werd in 1999 geregistreerd.

## Beschrijving
De blazoenering van het wapen luidt als volgt:
Van goud, omgekeerd gemanteld van blauw; het blauw beladen met een aanziende zilveren ossenkop; het goud beladen met twee elzetakken, beide met twee bladeren en drie zwarte proppen, de takken in de schildvoet vergezeld van een zwarte turf.
De heraldische kleuren zijn: goud (goud) azuur (blauw), zilver (zilver) en sabel (zwart).

## Symboliek
- Stierenkop: verwijzing naar zowel de veehouderij in het gebied als naar de evangelist Lucas, naar wie het dorp vernoemd zou zijn.[3]
- Blauw veld: weergegeven als driehoek aangezien het dorp ook wel "Lúksterhoeke" genoemd wordt.[bron?]
- Gouden veld: duidt op de ondergrond van zand.[3]
- Elzentakken: staat voor het deel "woude" in de plaatsnaam. Dit wijst namelijk op het voorkomen van elzen, berken en wilgen.[3]
- Turf: verwijst naar de vervening.[3]

## Zie ook

Vlag van Luxwoude